# Hrînțeve, Lebedîn
Hrînțeve (în ucraineană Гринцеве) este localitatea de reședință a comunei Hrînțeve din raionul Lebedîn, regiunea Sumî, Ucraina.

## Demografie
Componența lingvistică a localității Hrînțeve
     Ucraineană (98,09%)
     Rusă (1,7%)
     Alte limbi (0,21%)
Conform recensământului din 2001, majoritatea populației localității Hrînțeve era vorbitoare de ucraineană (98,09%), existând în minoritate și vorbitori de rusă (1,7%).